# Peter Dybwad

Peter Dybwad (um 1890)

Peter Dybwad (* 17. Februar 1859 in Christiania [heute Oslo]; † 13. Oktober 1921 in Leipzig) war ein deutscher Architekt norwegischer Herkunft.

## Leben und Werk

Peter Dybwad vor dem im Bau befindlichen Reichsgericht (um 1890)

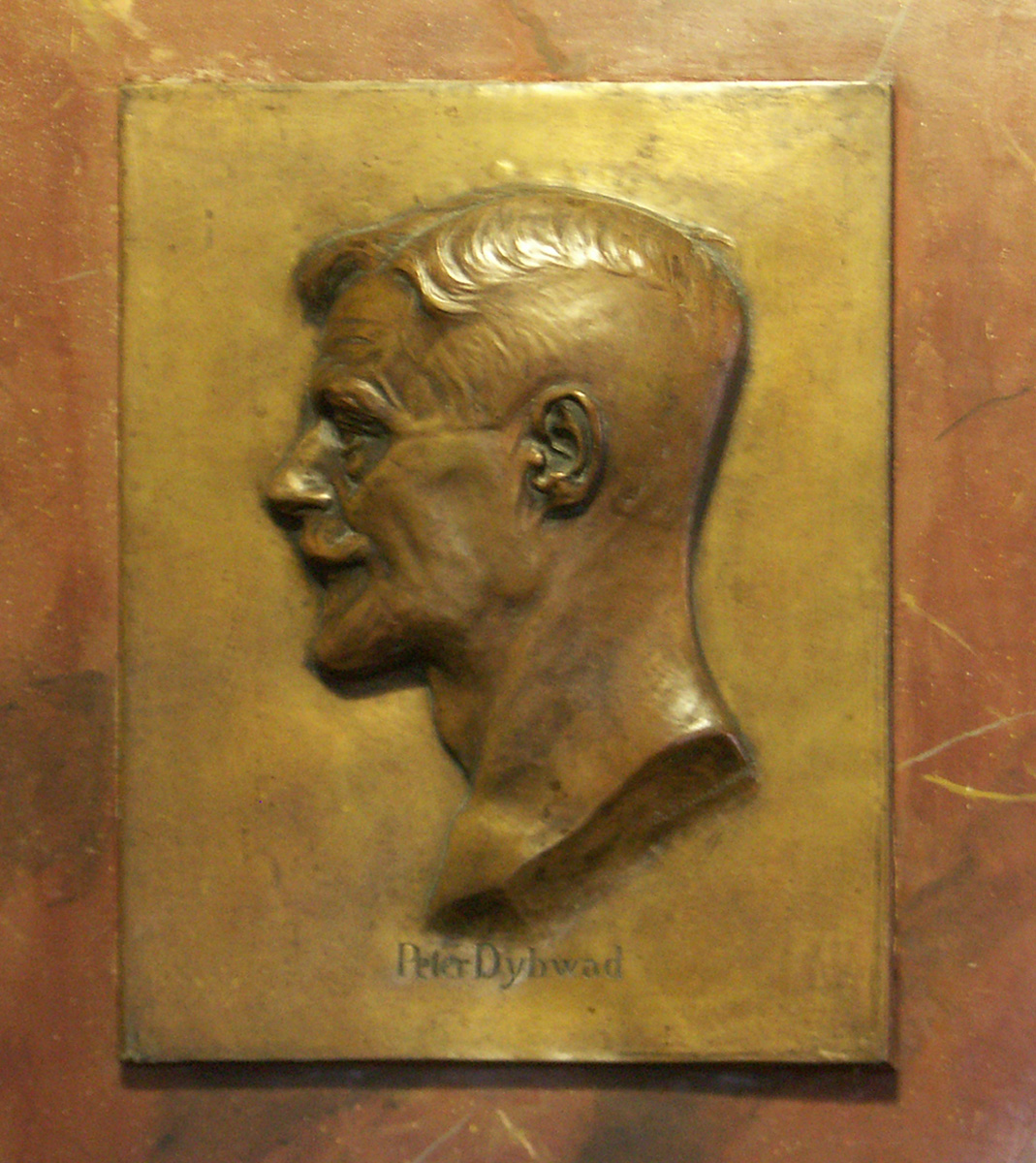
Dybwad-Relief im Haus Thomaskirchhof 20 in Leipzig (2009)

Peter Dybwad wuchs als Sohn eines Buchhändlers in der norwegischen Hauptstadt auf; der Jurist und Schriftsteller Vilhelm Dybwad (1863–1950) war sein jüngerer Bruder. Von 1878 bis 1882 studierte Peter Dybwad an der Berliner Bauakademie. 1884 wirkte er als Volontär beim Bau der von Franz Schwechten (1841–1924) entworfenen Kriegsakademie in Berlin mit. 1885 gewann er zusammen mit seinem Studienfreund Ludwig Hoffmann (1852–1932) mit dem Entwurf „Severus“ den ersten Preis im Wettbewerb für den Bau des Reichsgerichts in Leipzig. Zeitgenössischen Darstellungen zufolge entstand die Idee für den Entwurf auf einer Italienreise der beiden Freunde in einem Münchner Gasthaus. Dieser Entwurf diente dann auch als Grundlage für die weitere Planung. Dybwad war bis zur Fertigstellung dieses Gebäudes 1895 als Hoffmanns Mitarbeiter an der Bauausführung beteiligt. Von 1897 bis 1920 fungierte er darüber hinaus als Technischer Beirat in Baufragen.
Nachdem der Bau des Reichsgerichts beendet war, ließ sich Dybwad als freier Architekt in Leipzig nieder. Er errichtete zahlreiche Wohn- und Geschäftshäuser, Herrenhäuser und Villen. Im Musikviertel werden ihm 12 Wohnhäuser, darunter 10 Villenbauten zugeschrieben. Die größte Zahl davon befand sich in der Karl-Tauchnitz-Straße und der Ferdinand-Rhode-Straße. Seit 1902 bewohnte Dybwad die von ihm selbst erworfene Villa Ferdinand-Rhode-Straße 32. Die meisten seiner Bauwerke hier wurden Opfer der Luftangriffe auf das Viertel zwischen 1943 und 1945. Seine dem Historismus zuzuordnenden Bauten zeichneten sich durch eine zurückhaltende Modernität aus und fügten sich durch die Wahl vornehmlich traditioneller Stilelemente sehr gut in die städtebauliche Situation Leipzigs ein.
Sein Grab befand sich bis Mitte der 1970er Jahre auf dem Neuen Johannisfriedhof. Wahrscheinlich ist es während der Umwandlung des Friedhofs zum Friedenspark in einen Freizeitpark eingeebnet worden.

## Bauten (Auswahl)

### In Leipzig
- 1887–1895: Reichsgerichtsgebäude in Leipzig (gemeinsam mit Ludwig Hoffmann; heute Sitz des Bundesverwaltungsgerichts)
- 1892–1893: neues Herrenhaus des Ritterguts Abtnaundorf für Arnold Woldemar von Frege-Weltzien, genannt Schloss Abtnaundorf
- 1894–1895[2]: Villa für den Verlagsbuchhändler Arndt Meyer, Karl-Tauchnitz-Straße 16 (im Zweiten Weltkrieg zerstört; Grundstück wohl für die Durchlegung der Friedrich-Ebert-Straße aufgelassen)
- 1896–1898: Villa Rentsch-Röder, Karl-Tauchnitz-Straße 10 (ursprünglich Nr. 10/10b)
- 1897–1898: Villa Abtnaundorfer Straße 60 in Abtnaundorf
- 1898–1899: Villa für den Bankier Paul Meyer, Robert-Schumann-Straße 9 (im Zweiten Weltkrieg zerstört; Grundstück heute zum Neubau Karl-Tauchnitz-Straße 13 gehörend)
- vor 1899: Villa für den Kaufmann P. R. Schmidt, Karl-Tauchnitz-Straße 47 (im Zweiten Weltkrieg zerstört)
- 1898–1900: Villa Petersmann, Schwägrichenstraße 23
- 1899–1901: Villa Ferdinand-Rhode-Straße 34
- 1901: Villa Thieme, Ferdinand-Rhode-Straße 36 (im Zweiten Weltkrieg zerstört)
- 1902: Remise der Villa Petersmann, Schwägrichenstraße 23
- 1902: eigenes Wohnhaus, Ferdinand-Rhode-Straße 32 (im Zweiten Weltkrieg zerstört)
- 1905: Bankhaus Meyer & Co., Thomaskirchhof 20 (heute mit Relief-Plakette Dybwads)
- 1905–1906: Villa Schulz, Prinz-Eugen-Straße 40 in Connewitz[3]
- um 1907[4]: Villa Karl-Tauchnitz-Straße 5 / Wilhelm-Seyfferth-Straße (im Zweiten Weltkrieg zerstört)
- 1910: Wohnhaus Grassistraße 20/22
- 1911: Büro- und Geschäftshaus Burgstraße 1–5 (heute „Haus der Kirche“)
- 1913: sieben Wohnhäuser in der Gartenvorstadt Marienbrunn, Am Bogen 2–14 (zur Internationenalen Baufach-Ausstellung 1913)
- 1914–1915: Büro- und Geschäftshaus Martin-Luther-Ring 13 (heute „Lipanum“ genannt)
- vor 1915: Wohnhaus Elsteraue 11 in Lützschena

### In anderen Orten
- 1890: Herrenhaus auf Gut Raschwitz (1907 abgerissen)
- 1902–1903: Wohnhaus für W. Weißbach in Berlin, Margaretenstraße 19 im Tiergartenviertel (im Zweiten Weltkrieg zerstört)
- 1905: neues Herrenhaus auf Gut Gaschwitz

Bauten von Peter Dybwad
Entwurf zum Reichsgericht in Leipzig von Hoffmann und Dybwad (1884)
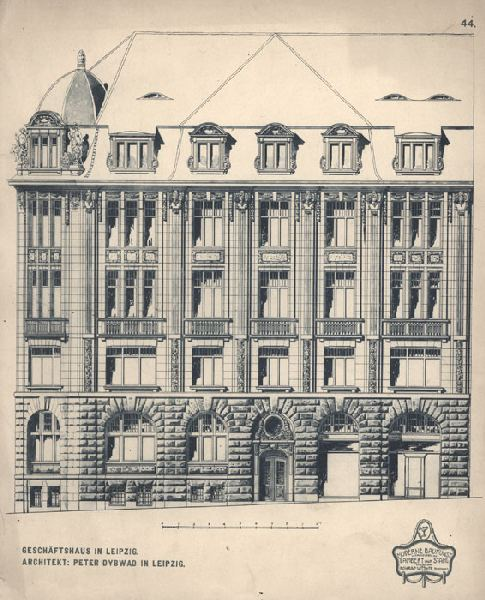
Ansicht des Hauses Thomaskirchhof 20 (vor 1905)
Herrenhaus Raschwitz (um 1900)
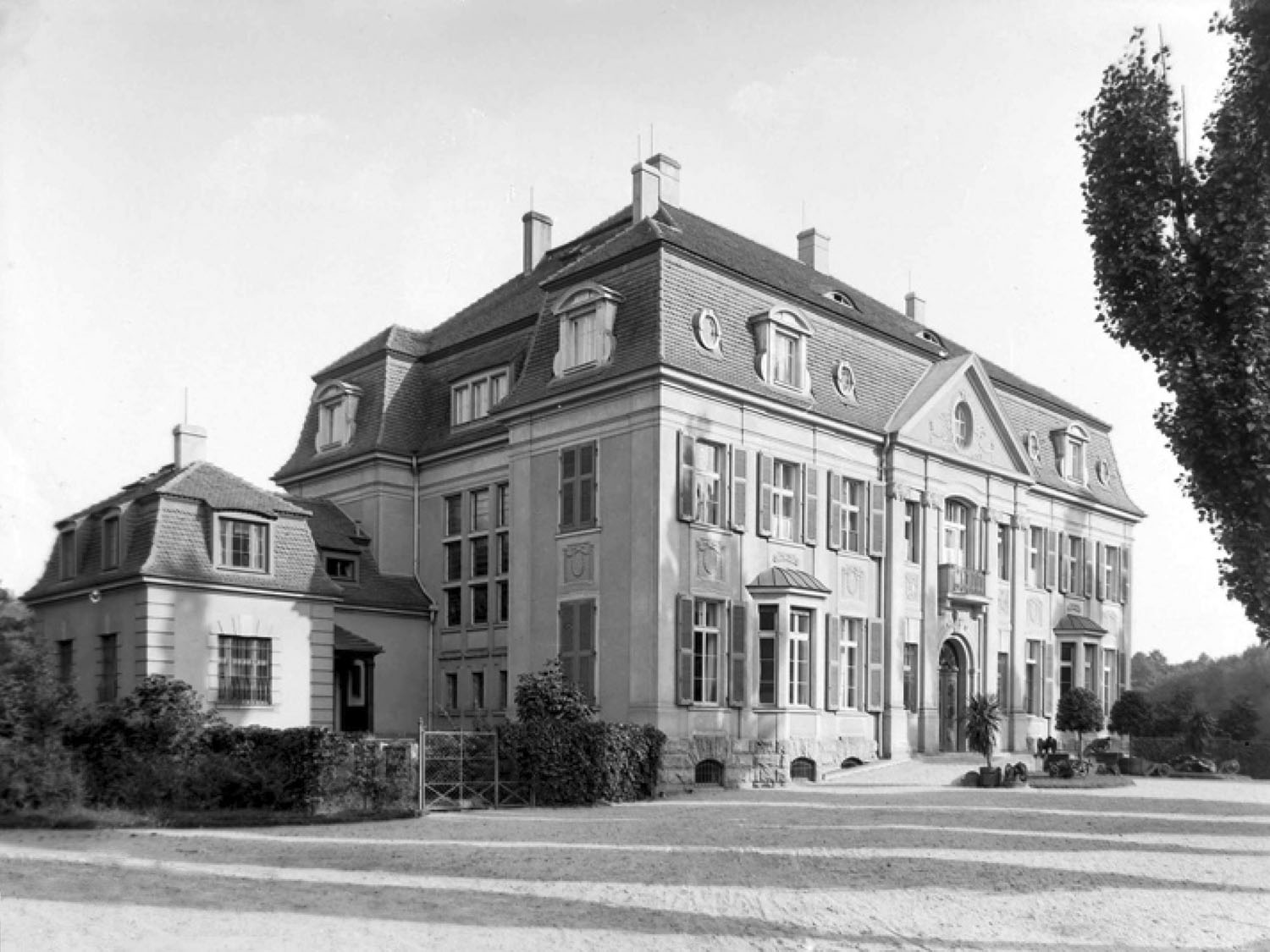
Herrenhaus Gaschwitz (um 1920)
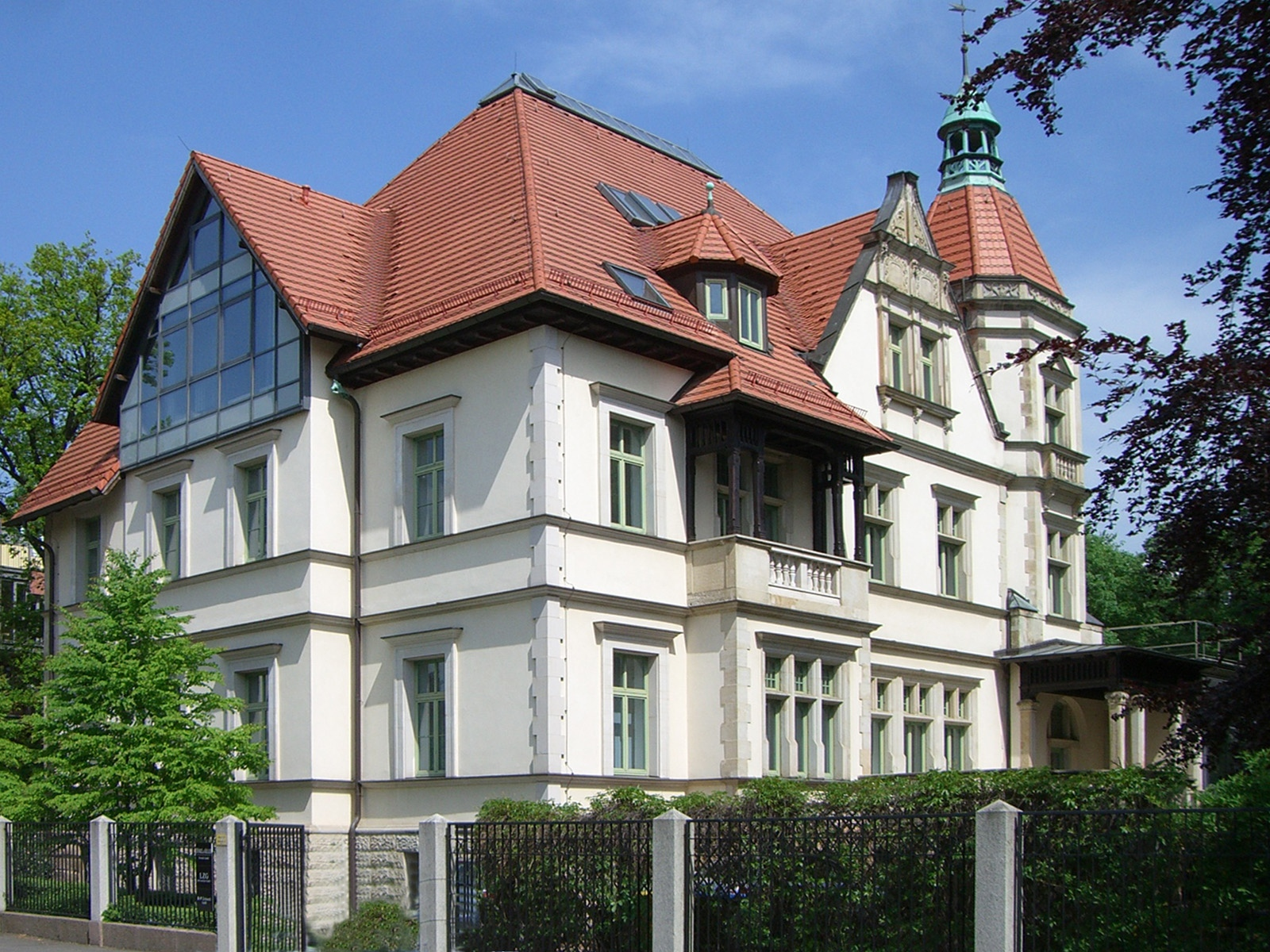
Villa Petersmann, Schwägrichenstraße 23 (2009)
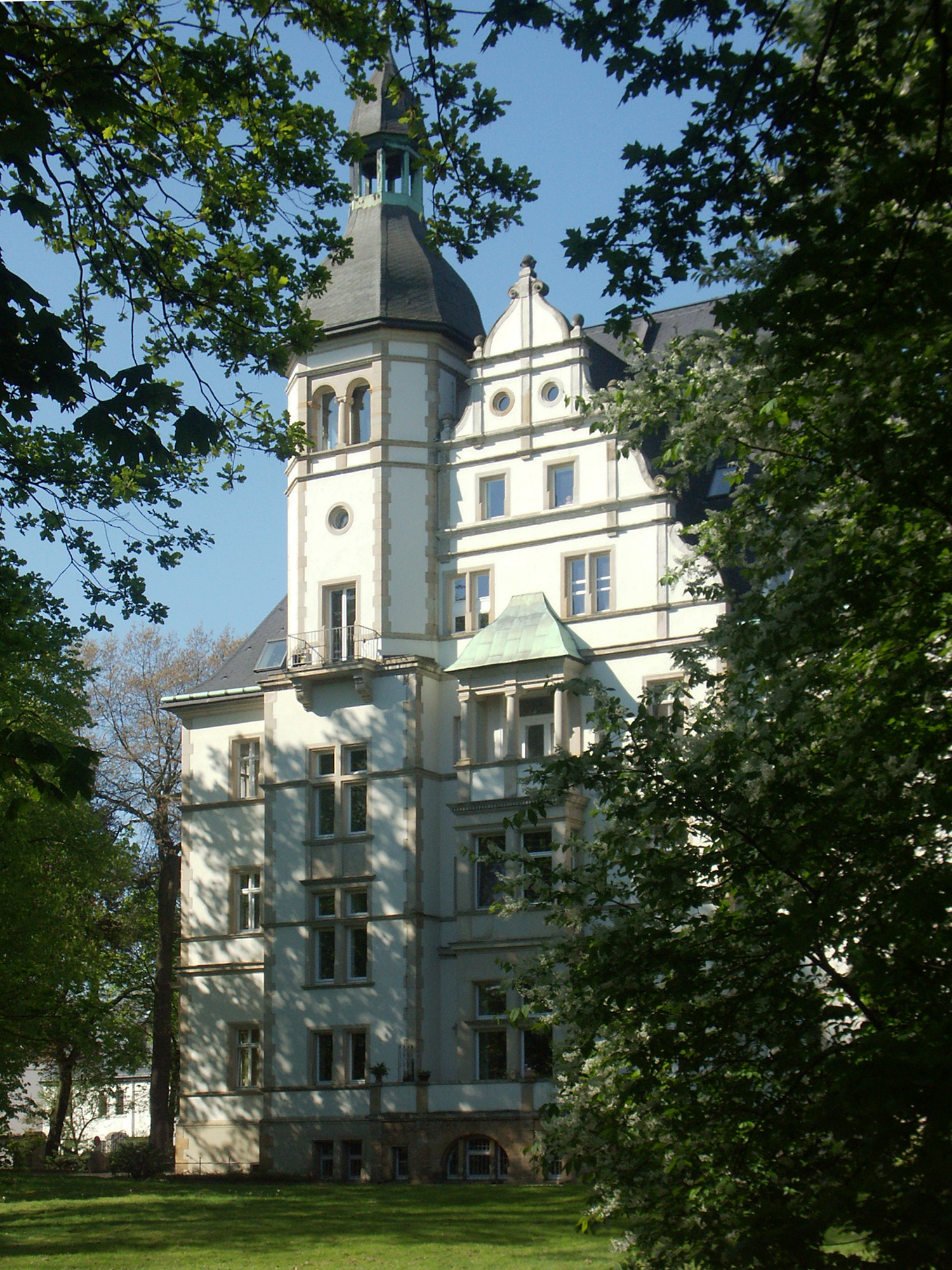
Herrenhaus Abtnaundorf (2009)
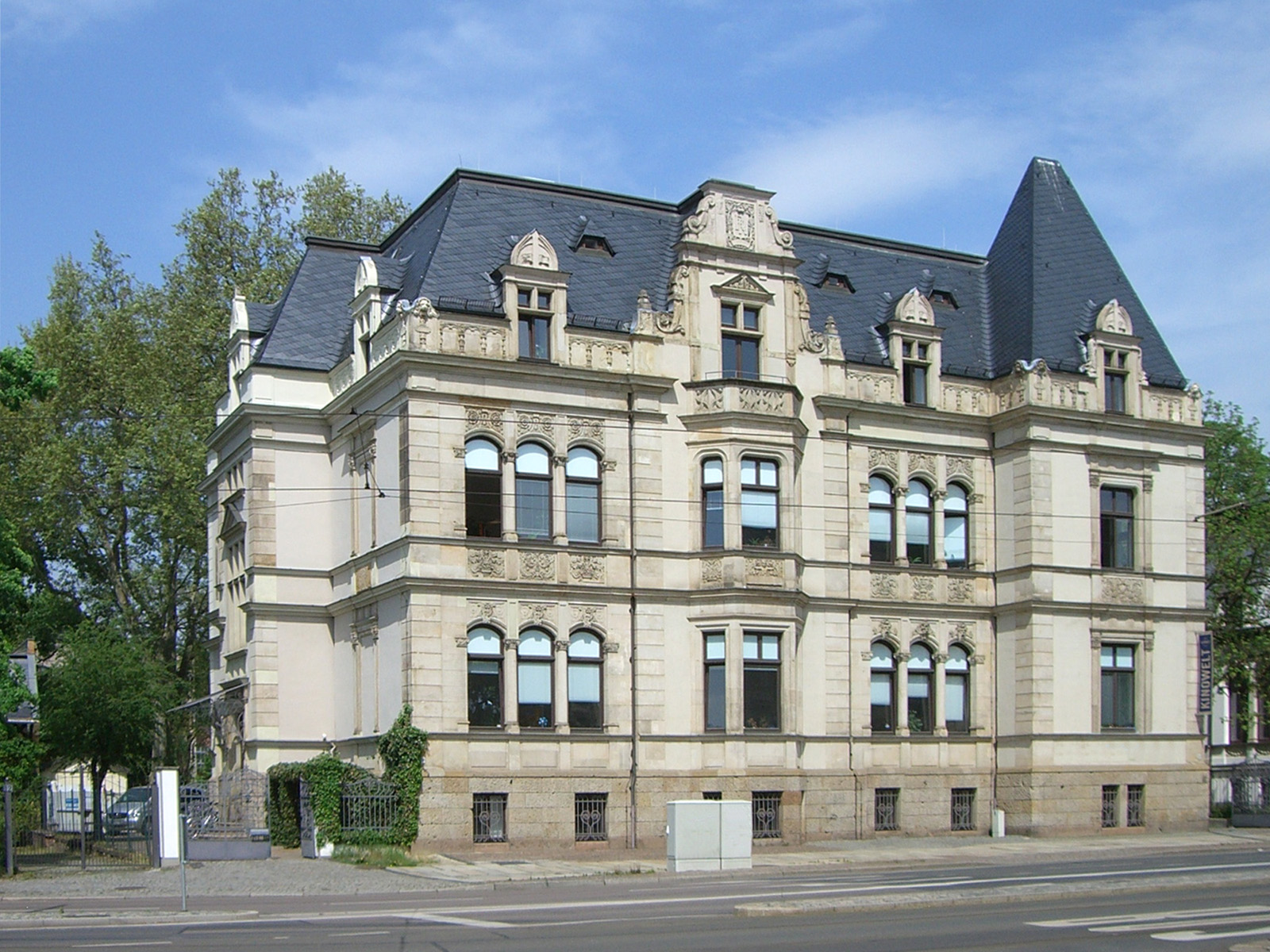
Villa Rentsch-Röder, Karl-Tauchnitz-Straße 10 (2009)
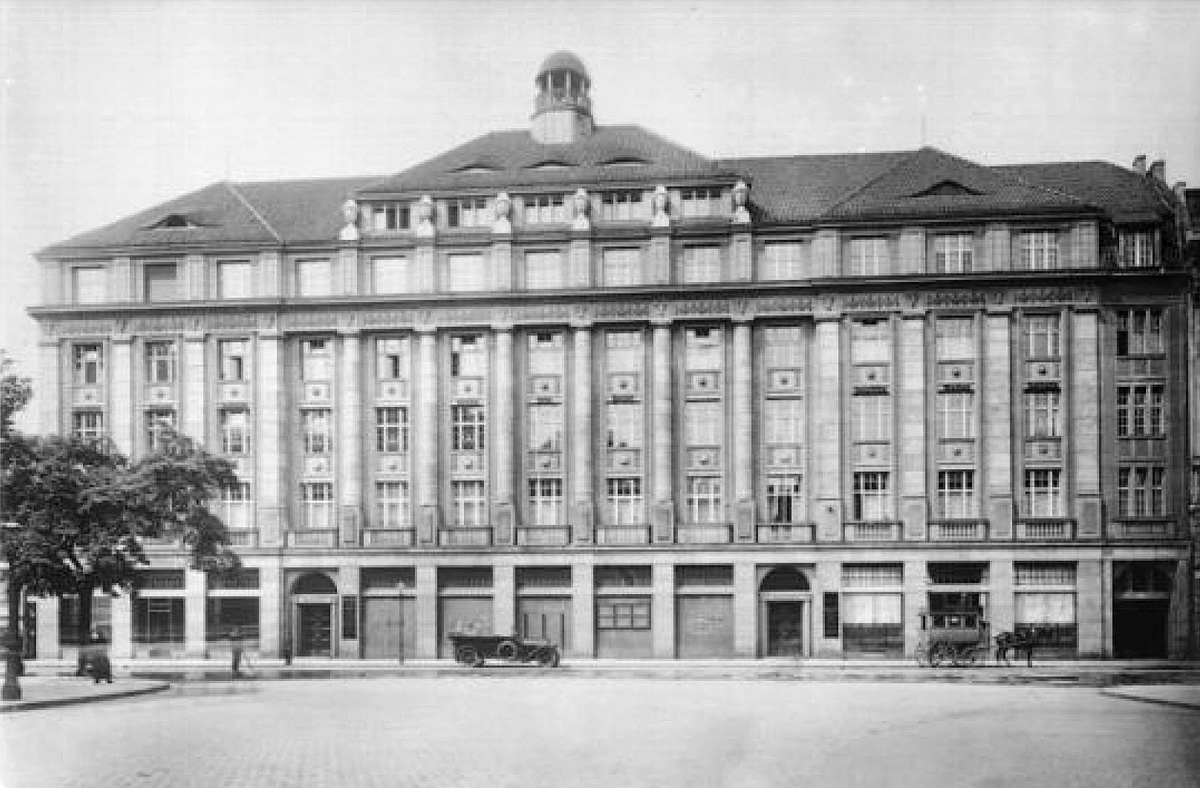
Lipanum (um 1920)
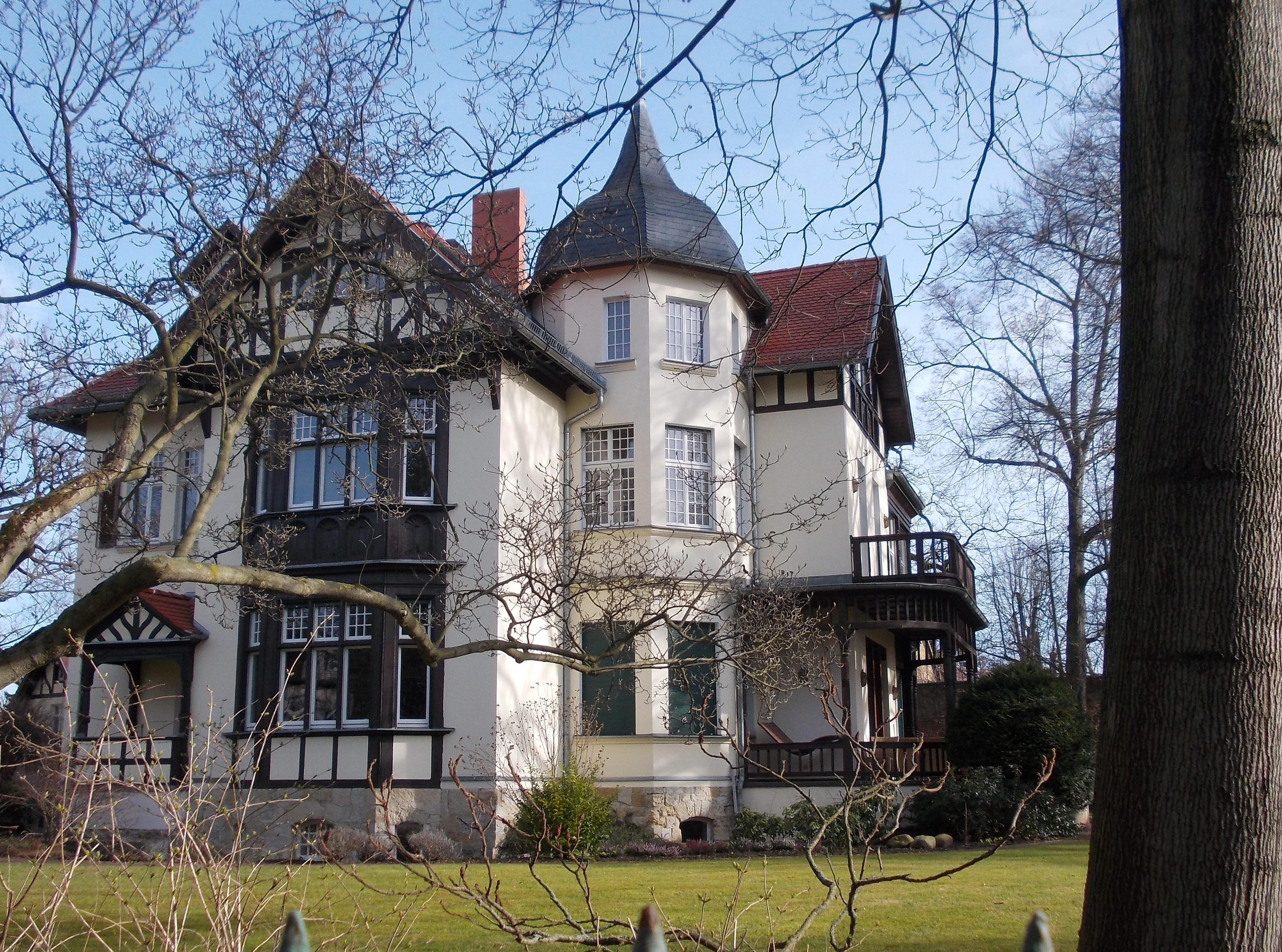
Villa Abtnaundorfer Straße 60 (2014)
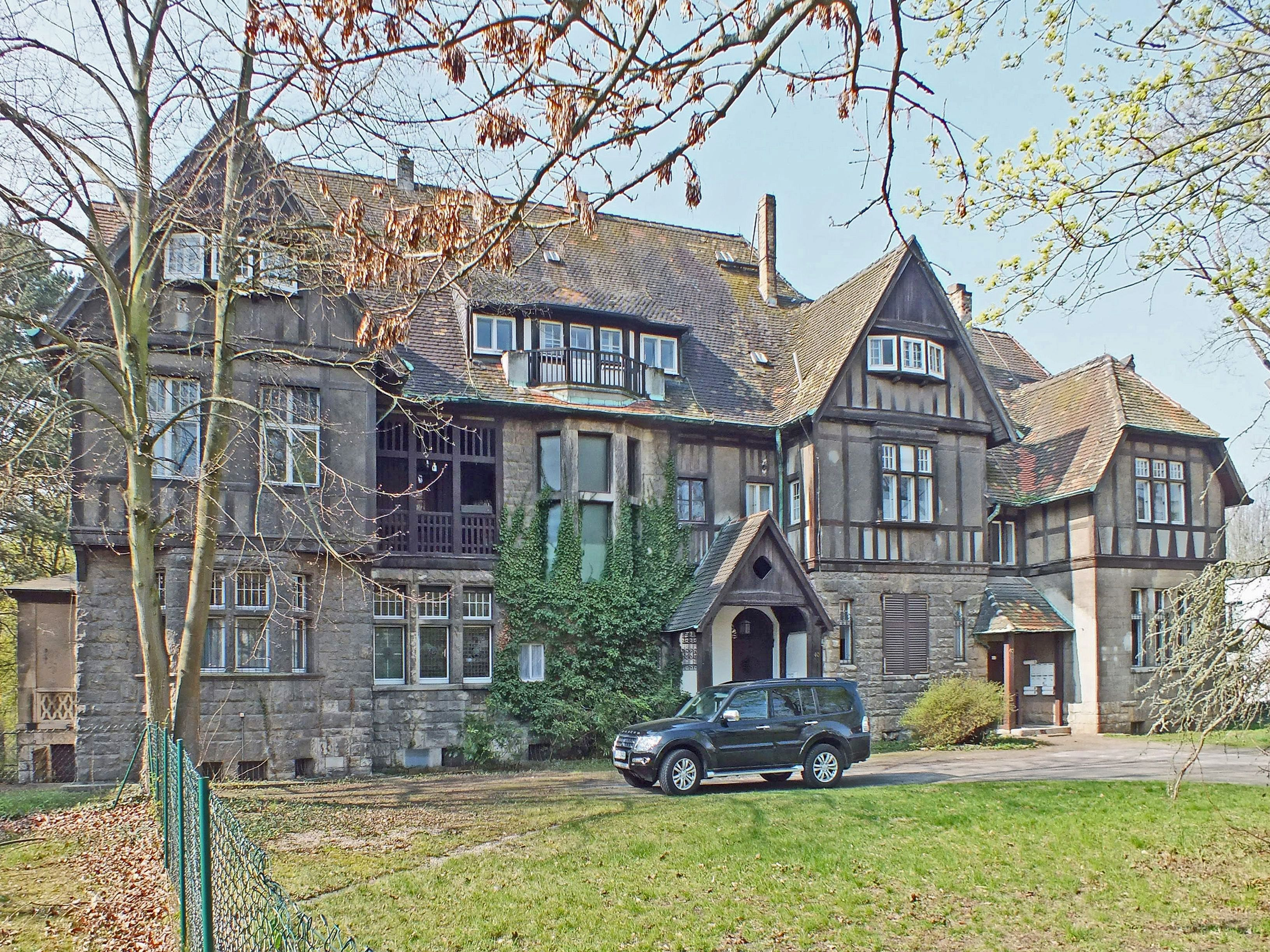
Villa Schulz, Prinz-Eugen-Straße 40 (2019)

## Ehrungen
1932 wurde im Stadtteil Paunsdorf in dem Leipziger Stadtbezirk Ost  eine Straße nach ihm benannt.